# Геологічна свердловина
Свердловина геологічна (рос. скважина геологическая; англ. geologic well; нім. geologische Bohrung f) — свердловина, призначена для вивчення масиву гірських порід.
Різновид — гідрогеологічна свердловина — спеціальна свердловина, яка використовується для визначення фільтраційних властивостей гірських порід, спостережень за режимом підземних вод, проведення геофізичних досліджень.